# Список призёров летних Олимпийских игр 1996
Ниже представлен список всех призёров летних Олимпийских игр 1996 года, проходивших в Атланте с 19 июля по 4 августа 1996 года. В соревнованиях приняли участие 10 318 спортсменов (3512 женщин и 6806 мужчин) представляющие 197 НОК. Был разыгран 271 комплект медалей в 26 видах спорта. Впервые в истории игр были разыграны медали в пляжном волейболе, маунтинбайке и софтболе, также в программу соревнований был включён футбол у женщин и соревнования по академической гребле в лёгком весе. Спортсмены 79 НОК стали призёрами игр, представители 53 НОК стали чемпионами. Спортсмены Армении, Азербайджана, Беларуси, Грузии, Казахстана, Кыргызстана, Молдовы,Словакии, Таджикистана, Туркменистана, Украины, Узбекистана и Чехии впервые приняли участие в летних Олимпийских играх. Спортсмены Чехии и Словакии ранее представляли Чехословакию, а спортсмены остальных стран представляли СССР. Из новоприбывших НОК, только спортсмены Кыргызстана, Таджикистана и Туркменистана не выиграли медалей. Больше всего золотых медалей выиграли спортсмены США (44), они же выиграли наибольшее количество медалей в целом (101).
Легкоатлетка Мари-Жозе Перек, стала самой успешной представительницей Франции на играх. Став чемпионкой на Олимпийских играх 1992 года в беге на 400 метров, она вновь подтвердила свой статус в беге на 400 метров, а также выиграла забег на 200 метров, благодаря чему, вошла в историю, как первая спортсменка защитившая титул чемпионки Олимпийских игр в беге на 400 метров и впервые в истории выиграв забеги на 200 и 400 метров на одних Олимпийских играх. Американский бегун Майкл Джонсон, повторил достижение Мари-Жозе Перек, став первым мужчиной в истории Олимпийских игр выигравшим бег на 200 и 400 метров на одних играх. Его время в финальном забеге на 200 метров — 19,32 секунды, стало новым мировым рекордом. Турецкий спортсмен Наим Сулейманоглу стал первым тяжелоатлетом в истории, выигравшим три чемпионских титула подряд.

## Академическая гребля

#### Мужчины
| Дисциплина                      | Золото | Серебро | Бронза |
| Одиночки                        | Ксено Мюллер (SUI) | Дерек Портер (CAN) | Томас Ланге (GER) |
| Двойки парные                   | Италия · Агостино Аббаньяли · Давиде Тиццано | Норвегия · Кьетиль Ундсет · Стеффен Стёрсет | Франция · Фредерик Коваль · Самюэль Барате |
| Двойки распашные без рулевого   | Великобритания · Стив Редгрейв · Мэттью Пинсент | Австралия · Давид Уэйтман · Роберт Скотт | Франция · Мишель Андрьё · Жан-Кристоф Роллан |
| Двойки парные, лёгкий вес       | Швейцария · Маркус Гир · Михаэль Гир | Нидерланды · Мартен ван дер Линден · Пепейн Ардевейн | Австралия · Энтони Эдвардс · Брюс Хик |
| Четвёрки парные                 | Германия · Андреас Хайек · Андре Штайнер · Штефан Фолькерт · Андре Вилльмс                                                                                    | США · Тим Янг · Эрик Мюллер · Брайан Джемисон · Джейсон Гейлс                                                                                             | Австралия · Януш Хукер · Бо Хансон · Данкан Фри · Рональд Снук |
| Четвёрки распашные без рулевого | Австралия · Николас Грин · Дрю Гинн · Джеймс Томкинс · Майк Маккей                                                                                            | Франция · Бертран Вектен · Оливье Монселе · Даниэль Фоше · Жиль Боске                                                                                     | Великобритания · Грег Сирл · Джонни Сирл · Руперт Обхольцер · Тим Фостер |
| Четвёрки, лёгкий вес            | Дания · Виктор Феддерсен · Нильс Хенриксен · Томас Поульсен · Эскильд Эббесен                                                                                 | Канада · Брайан Пикер · Джеффри Лей · Дэвид Бойс · Гэвин Хассетт                                                                                          | США · Марк Шнайдер · Джефф Пфендтнер · Дэвид Коллинз · Уильям Карлуччи |
| Восьмёрки                       | Нидерланды · Кос Масдейк · Роналд Флорейн · Йерун Дёйстер · Михил Бартман · Хенк-Ян Зволле · Нилс ван дер Зван · Нилс ван Стенис · Дидерик Симон · Нико Ринкс | Германия · Марк Кляйншмидт · Детлеф Кирхгофф · Вольфрам Хун · Роланд Бар · Марк Вебер · Ульрих Виферс · Петер Тиде · Торстен Штреппельхофф · Франк Рихтер | Россия · Павел Мельников · Андрей Глухов · Антон Чермашенцев · Александр Лукьянов · Николай Аксёнов · Дмитрий Розинкевич · Сергей Матвеев · Роман Монченко · Владимир Володенков · Владимир Соколов |

#### Женщины
| Дисциплина                   | Золото | Серебро | Бронза |
| Одиночки                     | Екатерина Ходотович (BLR) | Cилкен Лауман (CAN) | Трине Хансен (DEN) |
| Двойки парные                | Канада · Кэтлин Хеддл · Марни Макбин | Китай · Цао Мяньин · Чжан Сююнь | Нидерланды · Ирен Эйс · Эке ван Нес |
| Двойки распашные без рулевой | Австралия · Меган Стил · Кейт Слаттер | США · Мелисса Швен · Карен Крафт | Франция · Кристин Госс · Элен Кортен |
| Двойки парные, лёгкий вес    | Румыния · Констанца Бурчикэ · Камелия Маковичук | США · Тереза Белл · Линдси Бёрнс | Австралия · Вирджиния Ли · Ребекка Джойс |
| Четвёрки парные              | Германия · Катрин Борон · Керстин Кёппен · Катрин Ручов · Яна Зоргерс                                                                                        | Украина · Светлана Мазий · Дина Мифтахутдиновна · Инна Фролова · Елена Ронжина                                                                       | Канада · Ларисса Бизенталь · Дайан О’Грэйди · Кэтлин Хеддл · Марни Макбин |
| Восьмёрки                    | Румыния · Лильяна Гафенку · Вероника Кокеля · Елена Джорджеску · Анка Тэнасе · Дойна Спырку · Марьоара Попеску · Йоана Олтяну · Элисабета Липэ · Дойна Игнат | Канада · Анна ван дер Камп · Тоша Тсанг · Лесли Томпсон · Эмма Робинсон · Джессика Монро · Хизер Макдермид · Мария Мондер · Тереза Люк · Элисон Корн | Беларусь · Елена Микулич · Марина Знак · Наталья Волчек · Наталья Стасюк · Тамара Давыденко · Валентина Скрабатун · Наталья Лавриненко · Ярослава Павлович · Александра Панькина |

## Бадминтон
| Дисциплина               | Золото                                     | Серебро                                    | Бронза                                       |
| Мужской одиночный разряд | Поуль-Эрик Хёйер Ларсен (DEN)              | Дун Цзюн (CHN)                             | Рашид Сидек (MAS)                            |
| Мужской парный разряд    | Индонезия · Рики Субагжа · Рекси Майнаки   | Малайзия · Се Шуньцзи · Е Цзиньфу          | Индонезия · Антониус Арианто · Денни Кантоно |
| Женский одиночный разряд | Пан Су Хён (KOR)                           | Миа Аудина (INA)                           | Суси Сусанти (INA)                           |
| Женский парный разряд    | Китай · Гэ Фэй · Гу Цзюнь                  | Республика Корея · Киль Ён А · Чан Хеок    | Китай · Цинь Июань · Тан Юншу                |
| Смешанный парный разряд  | Республика Корея · Ким Дон Мун · Киль Ён А | Республика Корея · Пак Чу Бон · На Кён Мин | Китай · Лю Цзяньцзюнь · Сунь Мань            |

## Баскетбол
| Дисциплина | Золото | Серебро | Бронза |
| Мужчины    | СШАЧарльз Баркли · Анферни Хардуэй · Грант Хилл · Хаким Оладжьювон · Карл Мэлоун · Реджи Миллер · Шакил О’Нил · Гэри Пэйтон · Скотти Пиппен · Митч Ричмонд · Дэвид Робинсон · Джон Стоктон | ЮгославияДеян Томашевич · Мирослав Берич · Деян Бодирога · Желько Ребрача · Предраг Данилович · Владе Дивац · Александр Джорджевич · Саша Обрадович · Жарко Паспаль · Зоран Савич · Никола Лончар · Миленко Топич | ЛитваАрвидас Сабонис · Римас Куртинайтис · Дарюс Лукминас · Саулюс Штомбергас · Эурелиус Жукаускас · Шарунас Марчюлёнис · Миндаугас Жукаускас · Гинтарас Эйникис · Андрюс Юркунас · Артурас Карнишовас · Ритис Вайшвила · Томас Пачесас |
| Женщины    | СШАТереза Эдвардс · Дон Стэйли · Рути Болтон · Шерил Свупс · Дженнифер Эйзи · Лиза Лесли · Карла Макги · Кэти Стединг · Катрина Макклейн · Ребекка Лобо · Винус Лейси · Никки Маккрей      | БразилияОтенcия Маркари · Мария Анжелика · Адриана Сантос · Лейла Собраль · Мария Паула · Жанет Аркаин · Розели Густаво · Марта Собраль · Сильвия Луc · Алессандра Оливейра · Синтия дос Сантос · Клаудия Пастор  | АвстралияРобин Махер · Эллисон Транквилли · Сэнди Бронделло · Мишель Тиммс · Шелли Сэнди · Триша Фэллон · Мишель Чендлер · Фиона Робинсон · Карла Бойд · Дженни Уиттл · Рэйчел Спорн · Мишель Броган                                    |

## Бейсбол
| Дисциплина | Золото | Серебро | Бронза |
| Мужчины    | Куба Антонио Пачеко Массо · Хуан Манрике · Антонио Скуль · Альберто Эрнандес · Ласаро Варгас · Омар Линарес · Мигель Кальдес Луис · Хуан Падилья · Эдуардо Парет · Хосе Эстрада Гонсалес · Рей Вайянт · Луис Уласия · Педро Луис Ласо · Омар Ахете · Элиесер Монтес де Ока · Хосе Контрерас · Омар Луис · Ормари Ромеро · Орестес Кинделан · Хорхе Фумеро | ЯпонияМасахико Мори · Дзютаро Кимура · Масао Моринака · Хитоси Оно · Такаси Куросу · Масахиро Нодзима · Макото Имаока · Косукэ Фукудомэ · Такаюки Такабаяси · Ясуюки Саиго · Масанори Сугиура · Такео Кавамура · Коити Мисава · Хидеаки Окубо · Нобухико Мацунака · Тадахито Игути · Такао Кувамото · Дайсин Накамура · Томоаки Сато · Йосимото Тани | США Крис Бенсон · Р. А. Дики · Трой Глос · Чед Грин · Сет Грейсингер · Трэвис Ли · Оджи Охеда · Джейсон Уильямс · Чед Аллен · Кип Харкрайдер · Эй Джей Хинч · Жак Джонс · Марк Котсей · Мэтт Лекрой · Брейден Лупер · Брайан Лойд · Уоррен Моррис · Джефф Уивер · Джим Парк · Билли Кох |

## Бокс
| Дисциплина  | Золото                | Серебро                    | Бронза                    |
| До 48 кг    | Даниел Петров (BUL)   | Мансуэто Веласко (PHI)     | Олег Кирюхин (UKR)        |
| До 48 кг    | Даниел Петров (BUL)   | Мансуэто Веласко (PHI)     | Рафаэль Лосано (ESP)      |
| До 51 кг    | Маикро Ромеро (CUB)   | Булат Жумадилов (KAZ)      | Золтан Лунка (GER)        |
| До 51 кг    | Маикро Ромеро (CUB)   | Булат Жумадилов (KAZ)      | Альберт Пакеев (RUS)      |
| До 54 кг    | Иштван Ковач (HUN)    | Арнальдо Меса (CUB)        | Вичайрачанон Хадпо (THA)  |
| До 54 кг    | Иштван Ковач (HUN)    | Арнальдо Меса (CUB)        | Раимкуль Малахбеков (RUS) |
| До 57 кг    | Сомлук Камсинг (THA)  | Серафим Тодоров (BUL)      | Хулио Пабло Чакон (ARG)   |
| До 57 кг    | Сомлук Камсинг (THA)  | Серафим Тодоров (BUL)      | Флойд Мейвезер (USA)      |
| До 60 кг    | Хосин Солтани (ALG)   | Тончо Тончев (BUL)         | Торренс Котен (USA)       |
| До 60 кг    | Хосин Солтани (ALG)   | Тончо Тончев (BUL)         | Леонард Дорофтей (ROM)    |
| До 63,5 кг  | Эктор Винент (CUB)    | Октай Уркал (GER)          | Фахти Миссауи (TUN)       |
| До 63,5 кг  | Эктор Винент (CUB)    | Октай Уркал (GER)          | Болат Ниязымбетов (KAZ)   |
| До 67 кг    | Олег Саитов (RUS)     | Хуан Эрнандес Сьерра (CUB) | Даниэль Сантос (PUR)      |
| До 67 кг    | Олег Саитов (RUS)     | Хуан Эрнандес Сьерра (CUB) | Марьян Симьон (ROM)       |
| До 71 кг    | Дэвид Рид (USA)       | Альфредо Дуверхель (CUB)   | Ермахан Ибраимов (KAZ)    |
| До 71 кг    | Дэвид Рид (USA)       | Альфредо Дуверхель (CUB)   | Карим Туляганов (UZB)     |
| До 75 кг    | Ариэль Эрнандес (CUB) | Малик Бейлероглу (TUR)     | Роши Уэллс (USA)          |
| До 75 кг    | Ариэль Эрнандес (CUB) | Малик Бейлероглу (TUR)     | Мохамед Бахари (ALG)      |
| До 81 кг    | Василий Жиров (KAZ)   | Ли Сын Бэ (KOR)            | Антонио Тарвер (USA)      |
| До 81 кг    | Василий Жиров (KAZ)   | Ли Сын Бэ (KOR)            | Томас Ульрих (GER)        |
| До 91 кг    | Феликс Савон (CUB)    | Дэвид Дефиагбон (CAN)      | Нейт Джонс (USA)          |
| До 91 кг    | Феликс Савон (CUB)    | Дэвид Дефиагбон (CAN)      | Луан Красничи (GER)       |
| Свыше 91 кг | Владимир Кличко (UKR) | Паэа Вольфграмм (TGA)      | Дункан Докивари (NGR)     |
| Свыше 91 кг | Владимир Кличко (UKR) | Паэа Вольфграмм (TGA)      | Алексей Лезин (RUS)       |

## Борьба

### Греко-римская борьба
| Дисциплина | Золото                    | Серебро                | Бронза                    |
| До 48 кг   | Сим Гвон Хо (KOR)         | Александр Павлов (BLR) | Зафар Гулиев (RUS)        |
| До 52 кг   | Армен Назарян (ARM)       | Брэндон Полсон (USA)   | Андрей Калашников (UKR)   |
| До 57 кг   | Юрий Мельниченко (KAZ)    | Деннис Холл (USA)      | Шэн Цзэтянь (CHN)         |
| До 62 кг   | Влодзимеж Завадский (POL) | Хуан Марен (CUB)       | Мехмет Акиф Пирим (TUR)   |
| До 68 кг   | Рышард Вольны (POL)       | Гани Ялуз (FRA)        | Александр Третьяков (RUS) |
| До 74 кг   | Филиберто Аскуй (CUB)     | Марко Аселль (FIN)     | Юзеф Трач (POL)           |
| До 82 кг   | Хамза Ерликая (TUR)       | Томас Цандер (GER)     | Валерий Циленьть (BLR)    |
| До 90 кг   | Вячеслав Олейник (UKR)    | Яцек Фафиньский (POL)  | Майк Булльманн (GER)      |
| До 100 кг  | Анджей Вроньский (POL)    | Сергей Лиштван (BLR)   | Микаэль Юнгберг (SWE)     |
| До 130 кг  | Александр Карелин (RUS)   | Мэтт Гаффари (USA)     | Сергей Мурейко (MDA)      |

### Вольная борьба
| Дисциплина | Золото                     | Серебро                 | Бронза                  |
| До 48 кг   | Ким Иль Ён (PRK)           | Армен Мкртчян (ARM)     | Алексис Вила (CUB)      |
| До 52 кг   | Валентин Йорданов (BUL)    | Намик Абдуллаев (AZE)   | Маулен Мамыров (KAZ)    |
| До 57 кг   | Кендалл Кросс (USA)        | Гиви Сисаури (CAN)      | Ли Ён Сам (PRK)         |
| До 62 кг   | Том Брэндс (USA)           | Чан Джэ Сон (KOR)       | Эльбрус Тедеев (UKR)    |
| До 68 кг   | Вадим Богиев (RUS)         | Таунсенд Сондерс (USA)  | Заза Зозиров (UKR)      |
| До 74 кг   | Бувайсар Сайтиев (RUS)     | Пак Джан Сун (KOR)      | Такуя Ота (JPN)         |
| До 82 кг   | Хаджимурад Магомедов (RUS) | Ян Хён Мо (KOR)         | Амир Реза Хадем (IRI)   |
| До 90 кг   | Расул Хадем (IRI)          | Махарбек Хадарцев (RUS) | Эльдар Куртанидзе (GEO) |
| До 100 кг  | Курт Энгл (USA)            | Аббас Джадиди (IRI)     | Арават Сабеев (GER)     |
| До 130 кг  | Махмут Демир (TUR)         | Алексей Медведев (BLR)  | Брюс Баумгартнер (USA)  |

## Велоспорт

### Шоссейные гонки
| Дисциплина                                         | Золото                 | Серебро              | Бронза             |
| Групповая гонка, мужчины                           | Паскаль Ришар (SUI)    | Рольф Сёренсен (DEN) | Макс Шиандри (GBR) |
| Индивидуальная гонка с раздельным стартом, мужчины | Мигель Индурайн (ESP)  | Абрахам Олано (ESP)  | Крис Бордман (GBR) |
| Групповая гонка, женщины                           | Жанни Лонго (FRA)      | Имельда Кьяппа (ITA) | Клара Хьюз (CAN)   |
| Индивидуальная гонка с раздельным стартом, женщины | Зульфия Забирова (RUS) | Жанни Лонго (FRA)    | Клара Хьюз (CAN)   |

### Трековые гонки

#### Мужчины
| Дисциплина                    | Золото                                                                      | Серебро                                                                    | Бронза                                                                |
| Гонка преследования           | Андреа Коллинелли (ITA)                                                     | Филипп Эрмено (FRA)                                                        | Брэдли Макги (AUS)                                                    |
| Командная гонка преследования | Франция · Кристоф Капелле · Филипп Эрмено · Жан-Мишель Монин · Франсис Моро | Россия · Эдуард Грицун · Антон Шантырь · Алексей Марков · Николай Кузнецов | Австралия · Бретт Эйткен · Стюарт О’Грэйди · Тэм О’Шонесси · Дин Вудс |
| Спринт                        | Йенс Фидлер (GER)                                                           | Марти Нотстейн (USA)                                                       | Курт Харнетт (CAN)                                                    |
| Гит                           | Флориан Руссо (FRA)                                                         | Эрин Хартуэлл (USA)                                                        | Таканобу Дзюмондзи (JPN)                                              |
| Гонка по очкам                | Сильвио Мартинелло (ITA)                                                    | Брайан Уолтон (CAN)                                                        | Стюарт О’Грэйди (AUS)                                                 |

#### Женщины
| Дисциплина          | Золото                   | Серебро              | Бронза               |
| Гонка преследования | Антонелла Беллутти (ITA) | Марион Клинье (FRA)  | Юдит Арндт (GER)     |
| Спринт              | Фелисия Балланже (FRA)   | Мишель Феррис (AUS)  | Ингрид Харинга (NED) |
| Гонка по очкам      | Натали Лансьен (FRA)     | Ингрид Харинга (NED) | Люси Тайлер (AUS)    |

### Маунтинбайк
| Дисциплина | Золото               | Серебро               | Бронза                |
| Мужчины    | Барт Брентьенс (NED) | Томас Фришкнехт (SUI) | Мигель Мартинес (FRA) |
| Женщины    | Паола Пеццо (ITA)    | Элисон Сидор (CAN)    | Сьюзен Дематтей (USA) |

## Водное поло
| Дисциплина | Золото | Серебро | Бронза |
| Мужчины    | ИспанияХосе Мария Абарка · Анхель Луис Андрео · Даниэль Бальярт · Педро Франсиско Гарсиа · Сальвадор Гомес · Мануэль Эстиарте · Иван Моро · Мигель Анхель Ока · Хорди Пайя · Серхи Педрероль · Хесус Мигель Рольян · Жорди Санс · Карлос Санс | ХорватияМаро Балич · Перица Букич · Дамир Главан · Игорь Хинич · Векослав Кобесчак · Йошко Крекович · Огнен Кржич · Дубравко Шименч · Синиша Сколнекович · Ратко Стритоф · Ренато Врбичич · Тино Вегар · Здеслав Врдоляк | ИталияАльберто Анджелини · Франческо Аттолицо · Фабио Бенсивенья · Алессандро Бово · Алессандро Калькатерра · Роберто Калькатерра · Марко Герини · Альберто Гибеллини · Лука Гистолизи · Амедео Помильо · Франческо Постиджлионе · Карло Силипо · Леонардо Соттани |

## Волейбол

### Волейбол
| Дисциплина | Золото | Серебро | Бронза |
| Мужчины    | НидерландыМиша Латухихин · Хенк-Ян Хелд · Брехт Роденбург · Гейдо Гёртцен · Бас ван де Гор · Ян Постума · Олоф ван дер Мёлен · Петер Бланже · Роб Граберт · Майк ван де Гор · Рихард Схёйл · Рон Звервер | ИталияЛоренцо Бернарди · Вигор Боволента · Марко Браччи · Лука Кантагалли · Андреа Гардини · Андреа Джани · Паскуале Гравина · Марко Меони · Самуэле Папи · Андреа Сарторетти · Паоло Тофоли · Андреа Зорзи | ЮгославияВладимир Батез · Деян Брджович · Дорде Дарич · Андрия Герич · Никола Грбич · Владимир Грбич · Райко Йоканович · Слободан Ковач · Дула Мештер · Жарко Петрович · Желько Танаскович · Горан Воевич |
| Женщины    | КубаТаисмари Агуэро · Регла Белл · Магалис Карвахаль · Марленис Коста · Ана Ибис Фернандес · Мирка Франсия · Идальмис Гато · Лилия Искьердо · Мирея Луис · Раиса О’Фаррилл · Юмилка Руис · Регла Торрес  | КитайКуй Ионмэй · Хе Ци · Лай Явэнь · Ли Янь · Лю Сяонин · Пан Вэньли · Сунь Юэ · Ван Лина · Ван И · Ван Цилин · Ву Юнмэй · Чжу Юнин                                                                        | БразилияАна Ида Альварес · Лейла Баррос · Эриклия Бодзяк · Хильма Кальдейра · Ана Паула Коннелли · Марсия Фу · Вирна Диас · Ана Мозер · Ана Санглард · Фофан · Сандра Суруаги · Фернанда Вентурини        |

### Пляжный волейбол
| Дисциплина | Золото                                  | Серебро                                      | Бронза                                  |
| Мужчины    | США · Карч Кирай · Кент Стаффес         | США · Майк Додд · Майк Уитмарш               | Канада · Джон Чайлд · Марк Хиз          |
| Женщины    | Бразилия · Жаклин Сильва · Сандра Пирес | Бразилия · Адриана Самуэль · Моника Родригес | Австралия · Натали Кук · Керри Поттарст |

## Гандбол
| Дисциплина | Золото | Серебро | Бронза |
| Мужчины    | ХорватияПатрик Чавар · Вальнер Франкович · Славко Голужа · Бруно Гудель · Владимир Елчич · Божидар Йович · Ненад Кляич · Венью Лосерт · Вальтер Матошевич · Зоран Микулич · Альваро Начинович · Горан Перковац · Изток Пуц · Златко Сарачевич · Иофан Смайлагич · Владимир Шуйстер | ШвецияМагнус Андерссон · Роберт Андерссон · Пер Карлен · Мартин Френдешё · Эрик Хаьяс · Роберт Хедин · Андреас Ларссон · Ула Линдгрен · Стефан Лёвгрен · Матс Олссон · Стеффан Ульссон · Юхан Петерссон · Томас Свенссон · Томас Сивертссон · Пьер Торссон · Магнус Висландер | ИспанияТалант Дуйшебаев · Сальвадор Эскер · Айтор Этксабуру · Фернандес Хесус · Хайме Форт · Матео Гарральда · Рауль Гонсалес · Рафаэль Гихоса · Фернандо Эрнандес · Хосе Хавьер Омбрадос · Демитрио Лосано · Жорди Нуньес · Хесус Олалья · Хуан Перес · Иньяки Урдангарин · Альберто Урдиалес |
| Женщины    | ДанияАня Андерсен · Камилла Андерсен · Кристин Андерсен · Хайди Аструп · Тина Боттцау · Марианне Флорман · Конни Хаманн · Аня Хансен · Анетт Хоффманн · Тонье Кьергаард · Янне Коллинг · Сюзанне Мунк Вильбек · Гитте Мадсен · Лене Рантала · Гитте Сунесен · Дорте Тандеруп       | Республика КореяЧхо Ын Хи · Хан Сун Хи · Хон Джон Хо · Ха Сун Ян · Ким Чхон Сим · Ким Ын Ми · Ким Джон Ми · Ким Ми Сим · Ким Ран · Квак Хе Чон · Ли Сан Ын · Лим О Гён · Мун Хян Чжа · О Сон Ок · О Ён Ран · Пак Ён Лим                                                       | ВенгрияЭва Эрдос · Андреа Фаркаш · Беата Хоффманн · Анико Кантор · Эрцебет Кочиш · Беатрикс Кёкени · Эстер Матефи · Августа Матиас · Анико Мекс · Анико Надь · Хельга Немет · Ильдико Падар · Беата Сити · Анна Занто · Каталин Силаджи · Беатрикс Тот                                         |

## Гимнастика

### Спортивная гимнастика

#### Мужчины
| Дисциплина           | Золото | Серебро                                                                                                | Бронза |
| Личное многоборье    | Ли Сяошуан (CHN) | Алексей Немов (RUS)                                                                                    | Виталий Щербо (BLR) |
| Командное многоборье | Россия · Сергей Харьков · Николай Крюков · Алексей Немов · Евгений Подгорный · Дмитрий Труш · Дмитрий Василенко · Алексей Воропаев | Китай · Фань Бинь · Фань Хунбинь · Хуан Хуадун · Хуан Липин · Ли Сяошуан · Шэнь Цзянь · Чжан Цзиньцзин | Украина · Игорь Коробчинский · Олег Косяк · Григорий Мисютин · Владимир Шаменко · Рустам Шарипов · Александр Светличный · Юрий Ермаков |
| Опорный прыжок       | Алексей Немов (RUS) | Ё Хон Чхоль (KOR)                                                                                      | Виталий Щербо (BLR) |
| Вольные упражнения   | Иоаннис Мелиссанидис (GRE) | Ли Сяошуан (CHN)                                                                                       | Алексей Немов (RUS) |
| Конь                 | Ли Дунхуа (SUI) | Мариус Урзикэ (ROM)                                                                                    | Алексей Немов (RUS) |
| Кольца               | Юрий Кеки (ITA) | Сильвестр Чоллань (HUN)                                                                                | Не присуждалась |
| Кольца               | Юрий Кеки (ITA) | Дан Буринкэ (ROM)                                                                                      | Не присуждалась |
| Параллельные брусья  | Рустам Шарипов (UKR) | Джер Линч (USA)                                                                                        | Виталий Щербо (BLR) |
| Перекладина          | Андреас Веккер (GER) | Красимир Дунев (BUL)                                                                                   | Виталий Щербо (BLR) |
| Перекладина          | Андреас Веккер (GER) | Красимир Дунев (BUL)                                                                                   | Фань Бинь (CHN) |
| Перекладина          | Андреас Веккер (GER) | Красимир Дунев (BUL)                                                                                   | Алексей Немов (RUS) |

#### Женщины
| Дисциплина           | Золото | Серебро | Бронза |
| Личное многоборье    | Лилия Подкопаева (UKR)                                                                                    | Джина Годжан (ROM) | Симона Аманар (ROM)                                                                                                   |
| Личное многоборье    | Лилия Подкопаева (UKR)                                                                                    | Джина Годжан (ROM) | Лавиния Милошовичи (ROM)                                                                                              |
| Командное многоборье | США · Аманда Борден · Эми Чоу · Доминик Доз · Шэнон Миллер · Доминик Мосеану · Джейси Фелпс · Керри Страг | Россия · Елена Долгополова · Розалия Галиева · Елена Грошева · Светлана Хоркина · Дина Кочеткова · Евгения Кузнецова · Оксана Ляпина | Румыния · Симона Аманар · Джина Годжан · Йонелла Лоайеш · Александра Маринеску · Лавиния Милошовичи · Мирела Цугурлан |
| Опорный прыжок       | Симона Аманар (ROM)                                                                                       | Мо Хуэйлань (CHN) | Джина Годжан (ROM) |
| Вольные упражнения   | Лилия Подкопаева (UKR)                                                                                    | Симона Аманар (ROM) | Доминик Доз (USA) |
| Разновысокие брусья  | Светлана Хоркина (RUS)                                                                                    | Би Вэньцзин (USA) | Не присуждалась |
| Разновысокие брусья  | Светлана Хоркина (RUS)                                                                                    | Эми Чоу (CHN) | Не присуждалась |
| Бревно               | Шэнон Миллер (USA)                                                                                        | Лилия Подкопаева (UKR) | Джина Годжан (ROM) |

### Художественная гимнастика
| Дисциплина           | Золото | Серебро                                                                                                  | Бронза |
| Личное многоборье    | Екатерина Серебрянская (UKR)                                                                                     | Яна Батыршина (RUS)                                                                                      | Елена Витриченко (UKR)                                                                                      |
| Групповое многоборье | Испания · Эстела Хименес · Марта Бальдо · Нурия Кабанильяс · Лорена Гурендес · Таня Ламарка · Эстибалис Мартинес | Болгария · Ина Делчева · Валентина Кевлиян · Мария Колева · Мая Табакова · Ивелина Талева · Вяра Ваташка | Россия · Евгения Бочкарёва · Ирина Дзюба · Юлия Иванова · Елена Кривошей · Ольга Штыренко · Ангелина Юшкова |

## Гребля на байдарках и каноэ

### Гладкая вода

#### Мужчины
| Дисциплина                     | Золото                                                              | Серебро                                                               | Бронза                                                                         |
| Каноэ-одиночки, 500 метров     | Мартин Доктор (CZE)                                                 | Славомир Князовицкий (SVK)                                            | Имре Пулаи (HUN)                                                               |
| Каноэ-одиночки, 1000 метров    | Мартин Доктор (CZE)                                                 | Иван Клементьев (LAT)                                                 | Дьёрдь Зала (HUN)                                                              |
| Каноэ-двойки, 500 метров       | Венгрия · Дьёрдь Колонич · Чаба Хорват                              | Молдова · Николай Журавский · Виктор Ренейский                        | Румыния · Георге Андриев · Григоре Обрежа                                      |
| Каноэ-двойки, 1000 метров      | Германия · Андреас Диттмер · Гунар Кирхбах                          | Румыния · Марчел Глэван · Антонел Боршан                              | Венгрия · Дьёрдь Колонич · Чаба Хорват                                         |
| Байдарки-одиночки, 500 метров  | Антонио Росси (ITA)                                                 | Кнут Хольманн (NOR)                                                   | Пётр Маркевич (POL)                                                            |
| Байдарки-одиночки, 1000 метров | Кнут Хольманн (NOR)                                                 | Беньямино Бономи (ITA)                                                | Клинт Робинсон (AUS)                                                           |
| Байдарки-двойки, 500 метров    | Германия · Кай Блум · Торстен Гуче                                  | Италия · Беньямино Бономи · Даниэле Скарпа                            | Австралия · Эндрю Трим · Дэниел Коллинз                                        |
| Байдарки-двойки, 1000 метров   | Италия · Антонио Росси · Даниэле Скарпа                             | Германия · Кай Блум · Торстен Гуче                                    | Болгария · Андриан Душев · Милко Казанов                                       |
| Байдарки-четвёрки, 1000 метров | Германия · Томас Райнек · Олаф Винтер · Детлеф Хофман · Марк Цабель | Венгрия · Аттила Адровиц · Ференц Чипеш · Габор Хорват · Андраш Райна | Россия · Олег Горобий · Сергей Верлин · Георгий Цыбульников · Анатолий Тищенко |

#### Женщины
| Дисциплина                    | Золото                                                               | Серебро                                                                          | Бронза                                                                          |
| Байдарки-одиночки, 500 метров | Рита Кёбан (HUN)                                                     | Каролин Брюне (CAN)                                                              | Йозефа Идем (ITA)                                                               |
| Байдарки-двойки, 500 метров   | Швеция · Агнета Андерссон · Сюзанна Гуннарссон                       | Германия · Биргит Фишер · Рамона Портвих                                         | Австралия · Анна Вуд · Катрин Борхерт                                           |
| Байдарки-четвёрки, 500 метров | Германия · Анетт Шук · Биргит Фишер · Мануэла Мукке · Рамона Портвих | Швейцария · Габи Мюллер · Ингрид Хараламов · Сабина Айхенбергер · Даниэла Баумер | Швеция · Агнета Андерссон · Ингела Эрикссон · Анна Ульссон · Сусанна Русенквист |

### Гребной слалом
| Дисциплина                 | Золото                                 | Серебро                             | Бронза                                    |
| Байдарки-одиночки, мужчины | Оливер Фикс (GER)                      | Андраж Веховар (SLO)                | Томас Беккер (GER)                        |
| Каноэ-одиночки, мужчины    | Михал Мартикан (SVK)                   | Лукаш Поллерт (CZE)                 | Патрис Эстанге (FRA)                      |
| Каноэ-двойки, мужчины      | Франция · Франк Адисон · Вильфрид Форг | Чехия · Мирослав Симек · Иржи Рохан | Германия · Андре Эренберг · Михаэль Сенфт |
| Байдарки-одиночки, женщины | Штепанка Хильгертова (CZE)             | Дана Хладек (USA)                   | Мириам Фокс-Жерусалми (FRA)               |

## Дзюдо

### Мужчины
| Дисциплина  | Золото                | Серебро                    | Бронза                      |
| До 60 кг    | Тадахиро Номура (JPN) | Джироламо Джовинаццо (ITA) | Рихард Траутман (GER)       |
| До 60 кг    | Тадахиро Номура (JPN) | Джироламо Джовинаццо (ITA) | Доржпаламын Нармандах (MGL) |
| До 65 кг    | Удо Квелльмальц (GER) | Юкимаса Накамура (JPN)     | Исраэль Эрнандес (CUB)      |
| До 65 кг    | Удо Квелльмальц (GER) | Юкимаса Накамура (JPN)     | Энрике Гимарайш (BRA)       |
| До 71 кг    | Кэндзо Накамура (JPN) | Квак Тэ Сун (KOR)          | Кристоф Гальяно (FRA)       |
| До 71 кг    | Кэндзо Накамура (JPN) | Квак Тэ Сун (KOR)          | Джимми Педро (USA)          |
| До 78 кг    | Джамель Бурас (FRA)   | Тосохиро Кога (JPN)        | Сосо Липартелиани (GEO)     |
| До 78 кг    | Джамель Бурас (FRA)   | Тосохиро Кога (JPN)        | Чо Инчхоль (KOR)            |
| До 86 кг    | Чон Ги Ён (KOR)       | Армен Багдасаров (UZB)     | Марко Шпитка (GER)          |
| До 86 кг    | Чон Ги Ён (KOR)       | Армен Багдасаров (UZB)     | Марк Хёйзинга (NED)         |
| До 95 кг    | Павел Настула (POL)   | Ким Мин Су (KOR)           | Стефан Трено (FRA)          |
| До 95 кг    | Павел Настула (POL)   | Ким Мин Су (KOR)           | Аурелиу Мигел (BRA)         |
| Свыше 95 кг | Давид Дуйе (FRA)      | Эрнесто Перес (ESP)        | Франк Мёллер (GER)          |
| Свыше 95 кг | Давид Дуйе (FRA)      | Эрнесто Перес (ESP)        | Харри ван Барневельд (BEL)  |

### Женщины
| Дисциплина  | Золото                 | Серебро                 | Бронза                  |
| До 48 кг    | Ке Сун Хи (PRK)        | Рёко Тани (JPN)         | Иоланда Солер (ESP)     |
| До 48 кг    | Ке Сун Хи (PRK)        | Рёко Тани (JPN)         | Амарилис Савон (CUB)    |
| До 52 кг    | Мари-Клер Ресту (FRA)  | Хён Сук Хи (KOR)        | Норико Нарадзаки (JPN)  |
| До 52 кг    | Мари-Клер Ресту (FRA)  | Хён Сук Хи (KOR)        | Легна Вердесия (CUB)    |
| До 56 кг    | Дриулис Гонсалес (CUB) | Чон Сон Ён (KOR)        | Исабель Фернандес (ESP) |
| До 56 кг    | Дриулис Гонсалес (CUB) | Чон Сон Ён (KOR)        | Марисабель Ломба (BEL)  |
| До 61 кг    | Юко Эмото (JPN)        | Гелла Вандекавейе (BEL) | Дженни Гал (NED)        |
| До 61 кг    | Юко Эмото (JPN)        | Гелла Вандекавейе (BEL) | Чон Сонсук (KOR)        |
| До 66 кг    | Чо Мин Сон (KOR)       | Анета Щепанска (POL)    | Ван Сяньбо (CHN)        |
| До 66 кг    | Чо Мин Сон (KOR)       | Анета Щепанска (POL)    | Клаудиа Звирс (NED)     |
| До 72 кг    | Улла Вербук (BEL)      | Ёко Танабэ (JPN)        | Иления Скапин (ITA)     |
| До 72 кг    | Улла Вербук (BEL)      | Ёко Танабэ (JPN)        | Диаденис Луна (CUB)     |
| Свыше 72 кг | Сунь Фумин (CHN)       | Эстела Родригес (CUB)   | Йоханна Хагн (GER)      |
| Свыше 72 кг | Сунь Фумин (CHN)       | Эстела Родригес (CUB)   | Кристин Сико (FRA)      |

## Конный спорт
| Дисциплина          | Золото                                                                         | Серебро                                                                                   | Бронза                                                                                         |
| Личная выездка      | Изабель Верт (GER)                                                             | Анки ван Грюнсвен (NED)                                                                   | Свен Ротенбергер (NED)                                                                         |
| Командная выездка   | Германия · Клаус Балькенхоль · Мартин Шаудт · Моника Теодореску · Изабель Верт | Нидерланды · Тинеке Бартелс · Анки ван Грюнсвен · Свен Ротенбергер · Гоннелин Ротенбергер | США · Гюнтер Зайдель · Роберт Довер · Мишель Гибсон · Штеффен Петерс                           |
| Личное троеборье    | Блайт Тейт (NZL)                                                               | Салли Кларк (NZL)                                                                         | Керри Милликин (USA)                                                                           |
| Командное троеборье | Австралия · Венди Шеффер · Джиллиан Ролтон · Эндрю Хой · Филлип Даттон         | США · Карен О’Коннор · Брюс Дэвидсон · Джилл Хеннеберг · Дэвид О’Коннор                   | Новая Зеландия · Блайт Тейт · Эндрю Николсон · Вон Джефферис · Вики Латта                      |
| Личный конкур       | Ульрих Кирххофф (GER)                                                          | Вилли Меллигер (SUI)                                                                      | Александра Ледерманн (FRA)                                                                     |
| Командный конкур    | Германия · Людгер Бербаум · Ульрих Кирххофф · Ларс Ниберг · Франке Слотхак     | США · Майкл Мэтц · Лесли Бёрр-Ховард · Анне Курсински · Питер Леоне                       | Бразилия · Луис Фелипи ди Азеведу · Андре Жоаннпетер · Алвару ди Миранда Нету · Родриго Пессоа |

## Лёгкая атлетика

### Мужчины
| Дисциплина                  | Золото                                                                                 | Серебро                                                                                                   | Бронза                                                                                                   |
| 100 метров                  | Донован Бейли (CAN)                                                                    | Фрэнки Фредерикс (NAM)                                                                                    | Ато Болдон (TRI)                                                                                         |
| 200 метров                  | Майкл Джонсон (USA)                                                                    | Фрэнки Фредерикс (NAM)                                                                                    | Ато Болдон (TRI)                                                                                         |
| 400 метров                  | Майкл Джонсон (USA)                                                                    | Роджер Блэк (GBR)                                                                                         | Дэвис Камога (UGA)                                                                                       |
| 800 метров                  | Вебьёрн Родаль (NOR)                                                                   | Эзекиль Сепенг (RSA)                                                                                      | Фред Онянча (KEN)                                                                                        |
| 1500 метров                 | Нуреддин Морсели (ALG)                                                                 | Фермин Качо (ESP)                                                                                         | Стивен Кипкорир (KEN)                                                                                    |
| 5000 метров                 | Ванусте Нийонгабо (BDI)                                                                | Пол Биток (KEN)                                                                                           | Халид Булами (MAR)                                                                                       |
| 10 000 метров               | Хайле Гебреселассие (ETH)                                                              | Пол Тергат (KEN)                                                                                          | Салах Иссу (MAR)                                                                                         |
| 110 метров с барьерами      | Аллен Джонсон (USA)                                                                    | Марк Крир (USA)                                                                                           | Флориан Швартхофф (GER)                                                                                  |
| 400 метров с барьерами      | Деррик Эдкинс (USA)                                                                    | Самуэль Матете (ZAM)                                                                                      | Калвин Дэвис (USA)                                                                                       |
| 3000 метров с препятствиями | Джозеф Кетер (KEN)                                                                     | Мозес Киптануи (KEN)                                                                                      | Алессандро Ламбрускини (ITA)                                                                             |
| Эстафета 4×100 метров       | Канада · Роберт Эсми · Гленрой Гилберт · Бруни Сурин · Донован Бейли · Карлтон Чемберс | США · Джон Драммонд · Тим Харден · Майкл Марш · Деннис Митчелл · Тим Монтгомери                           | Бразилия · Арналду да Силва · Робсон да Силва · Эдсон Рибейру · Андре да Силва                           |
| Эстафета 4×400 метров       | США · Ламонт Смит · Элвин Харрисон · Дерек Миллс · Антуан Мэйбенк · Джейсон Роузер     | Великобритания · Айван Томас · Джейми Баулч · Марк Ричардсон · Роджер Блэк · Марк Хилтон · Дуэйн Лэйдеджо | Ямайка · Майкл Макдональд · Грег Хаугтон · Роксберт Мартин · Дэвиан Кларк · Деннис Блейк · Гарт Робинсон |
| Марафон                     | Джозайя Тугване (RSA)                                                                  | Ли Бон Джу (KOR)                                                                                          | Эрик Вайнайна (KEN)                                                                                      |
| Ходьба на 20 км             | Джефферсон Перес (ECU)                                                                 | Илья Марков (RUS)                                                                                         | Бернардо Сегура (MEX)                                                                                    |
| Ходьба на 50 км             | Роберт Корженёвский (POL)                                                              | Михаил Щенников (RUS)                                                                                     | Валенти Массана (ESP)                                                                                    |
| Прыжки в длину              | Карл Льюис (USA)                                                                       | Джеймс Бекфорд (JAM)                                                                                      | Джо Грин (USA)                                                                                           |
| Тройной прыжок              | Кенни Харрисон (USA)                                                                   | Джонатан Эдвардс (GBR)                                                                                    | Йоэльби Кесада (CUB)                                                                                     |
| Прыжки в высоту             | Чарльз Остин (USA)                                                                     | Артур Партыка (POL)                                                                                       | Стив Смит (GBR)                                                                                          |
| Прыжки с шестом             | Жан Гальфьон (FRA)                                                                     | Игорь Транденков (RUS)                                                                                    | Андрей Тивончик (GER)                                                                                    |
| Толкание ядра               | Рэнди Барнс (USA)                                                                      | Джон Година (USA)                                                                                         | Александр Багач (UKR)                                                                                    |
| Метание диска               | Ларс Ридель (GER)                                                                      | Владимир Дубровщик (BLR)                                                                                  | Василий Каптюх (BLR)                                                                                     |
| Метание копья               | Ян Железны (CZE)                                                                       | Стив Бакли (GBR)                                                                                          | Саппо Рятю (FIN)                                                                                         |
| Метание молота              | Балаж Киш (HUN)                                                                        | Лэнс Дил (USA)                                                                                            | Александр Крикун (UKR)                                                                                   |
| Десятиборье                 | Дэн О’Брайен (USA)                                                                     | Франк Буземан (GER)                                                                                       | Томаш Дворжак (CZE)                                                                                      |

### Женщины
| Дисциплина             | Золото                                                                            | Серебро                                                                                                  | Бронза |
| 100 метров             | Гейл Диверс (USA)                                                                 | Мерлин Отти (JAM)                                                                                        | Гвен Торренс (USA)                                                                                        |
| 200 метров             | Мари-Жозе Перек (FRA)                                                             | Мерлин Отти (JAM)                                                                                        | Мэри Оньяли (NGR)                                                                                         |
| 400 метров             | Мари-Жозе Перек (FRA)                                                             | Кэти Фримен (AUS)                                                                                        | Фалилат Огункойя (NGR)                                                                                    |
| 800 метров             | Светлана Мастеркова (RUS)                                                         | Ана Фиделия Кирот (CUB)                                                                                  | Мария Мутола (MOZ)                                                                                        |
| 1500 метров            | Светлана Мастеркова (RUS)                                                         | Габриэла Сабо (ROM)                                                                                      | Терезия Кисль (AUT)                                                                                       |
| 5000 метров            | Ван Цзюнься (CHN)                                                                 | Паулина Конга (KEN)                                                                                      | Роберта Брюне (ITA)                                                                                       |
| 10 000 метров          | Фернанда Рибейру (POR)                                                            | Ван Цзюнься (CHN)                                                                                        | Гете Вами (ETH)                                                                                           |
| 100 метров с барьерами | Людмила Энквист (SWE)                                                             | Бригита Буковец (SLO)                                                                                    | Патрисия Жирар (FRA)                                                                                      |
| 400 метров с барьерами | Деон Хеммингс (JAM)                                                               | Ким Баттен (USA)                                                                                         | Тоня Буфорд-Бейли (USA)                                                                                   |
| Эстафета 4×100 метров  | США · Гейл Диверс · Ингер Миллер · Кристи Гейнс · Гвен Торренс · Карлетт Гидри    | Багамские Острова · Элдис Кларк · Чандра Старрап · Саватида Файнс · Полин Дэвис-Томпсон · Дебби Фергюсон | Ямайка · Мишель Фримен · Джульет Катберт · Николь Митчелл · Мерлин Отти · Джиллиан Расселл · Андрия Ллойд |
| Эстафета 4×400 метров  | США · Рошель Стивенс · Мэйсел Мэлоун · Ким Грэхэм · Джерл Майлз · Лайнетта Уилсон | Нигерия · Олабиси Афолаби · Фатима Юсуф · Чарити Опара · Фалилат Огункойя                                | Германия · Ута Роландер · Линда Кисабака · Аня Рюккер · Грит Брейер                                       |
| Марафон                | Фатума Роба (ETH)                                                                 | Валентина Егорова (RUS)                                                                                  | Юко Аримори (JPN)                                                                                         |
| Ходьба на 10 км        | Елена Николаева (RUS)                                                             | Элизабетта Перроне (ITA)                                                                                 | Ван Янь (CHN)                                                                                             |
| Прыжки в длину         | Чиома Ажунва (NGR)                                                                | Фиона Мей (ITA)                                                                                          | Джекки Джойнер-Керси (USA)                                                                                |
| Тройной прыжок         | Инесса Кравец (UKR)                                                               | Инна Ласовская (RUS)                                                                                     | Шарка Кашпаркова (CZE)                                                                                    |
| Прыжки в высоту        | Стефка Костадинова (BUL)                                                          | Ники Бакоянни (GRE)                                                                                      | Инга Бабакова (UKR)                                                                                       |
| Толкание ядра          | Астрид Кумбернусс (GER)                                                           | Суй Синьмэй (CHN)                                                                                        | Ирина Худорошкина (RUS)                                                                                   |
| Метание диска          | Ильке Вилудда (GER)                                                               | Наталья Садова (RUS)                                                                                     | Эллина Зверева (BLR)                                                                                      |
| Метание копья          | Хели Рантанен (FIN)                                                               | Луиз Макпул (AUS)                                                                                        | Трине Хаттестад (NOR)                                                                                     |
| Семиборье              | Гада Шуаа (SYR)                                                                   | Наталья Сазанович (BLR)                                                                                  | Дениз Льюис (GBR)                                                                                         |

## Настольный теннис

### Мужчины
| Дисциплина       | Золото                         | Серебро                   | Бронза                                     |
| Одиночный разряд | Лю Голян (CHN)                 | Ван Тао (CHN)             | Йёрг Росскопф (GER)                        |
| Парный разряд    | Китай · Лю Голян · Кун Линхуэй | Китай · Лу Линь · Ван Тао | Республика Корея · Ли Чхоль Сын · Ю Нам Гю |

### Женщины
| Дисциплина       | Золото                     | Серебро                     | Бронза                                    |
| Одиночный разряд | Дэн Япин (CHN)             | Чэнь Цзин (TPE)             | Цяо Хон (CHN)                             |
| Парный разряд    | Китай · Дэн Япин · Цяо Хон | Китай · Лю Вей · Цяо Юньпин | Республика Корея · Пак Хэ Джон · Ю Джи Хе |

## Парусный спорт

### Мужчины
| Дисциплина | Золото                                        | Серебро                                   | Бронза                                 |
| Мистраль   | Никос Какламанакис (GRE)                      | Карлос Маурисио Эспинола (ARG)            | Галь Фридман (ISR)                     |
| Финн       | Матеуш Кушнеревич (POL)                       | Себастьен Годефруа (BEL)                  | Рой Хайнер (NED)                       |
| 470        | Украина · Евгений Браславец · Игорь Матвиенко | Великобритания · Иан Уокер · Джон Меррикс | Португалия · Хьюго Роша · Нуну Баррето |

### Женщины
| Дисциплина | Золото                                         | Серебро                              | Бронза                                    |
| Мистраль   | Ли Лай Шань (HKG)                              | Барбара Кендалл (NZL)                | Алессандра Сенсини (ITA)                  |
| Европа     | Кристин Роуг (DEN)                             | Маргрит Маттиссе (NED)               | Куртене Беккер-Дей (USA)                  |
| 470        | Испания · Тереса Себель · Бегонья Виа-Дюфресне | Япония · Ямико Сигэ · Алиша Киносита | Украина · Руслана Таран · Елена Пахольчик |

### Открытый класс
| Дисциплина | Золото                                            | Серебро                                                   | Бронза                                           |
| Лазер      | Роберт Шейдт (BRA)                                | Бен Эйнсли (GBR)                                          | Пир Моберг (NOR)                                 |
| Торнадо    | Испания · Фернандо Лкон · Хоск Луис Бальестер     | Австралия · Митч Бут · Эндрю Ланденбергер                 | Бразилия · Ларс Граель · Энрике Пелликано        |
| Звёздный   | Бразилия · Торбен Граэл · Марсело Феррейра        | Швеция · Ханс Валлен · Бобби Лозе                         | Австралия · Колин Бейшил · Дэвид Джайлс          |
| Солинг     | Германия · Йохен Шюман · Бернд Йекел · Томас Флах | Россия · Георгий Шайдуко · Дмитрий Шабанов · Игорь Скалин | США · Джефф Мадригали · Джим Бартон · Кент Мэсси |

## Плавание

### Мужчины
| Дисциплина                            | Золото | Серебро | Бронза |
| 50 метров вольным стилем              | Александр Попов (RUS) | Гэри Холл-младший (USA) | Фернандо Шерер (BRA)                                                                                               |
| 100 метров вольным стилем             | Александр Попов (RUS) | Гэри Холл-младший (USA) | Густаво Боржес (BRA)                                                                                               |
| 200 метров вольным стилем             | Дэньон Лоадер (NZL) | Густаво Боржес (BRA) | Даниел Ковальски (AUS)                                                                                             |
| 400 метров вольным стилем             | Дэньон Лоадер (NZL) | Пол Палмер (GBR) | Даниел Ковальски (AUS)                                                                                             |
| 1500 метров вольным стилем            | Кирен Перкинс (AUS) | Даниел Ковальски (AUS) | Грэм Смит (GBR) |
| 100 метров баттерфляем                | Денис Панкратов (RUS) | Скотт Миллер (AUS) | Владислав Куликов (RUS)                                                                                            |
| 200 метров баттерфляем                | Денис Панкратов (RUS) | Томас Малчоу (USA) | Скотт Гудмэн (AUS)                                                                                                 |
| 100 метров на спине                   | Джефф Рауз (USA) | Родольфо Фалькон (CUB) | Нейссер Бент (CUB)                                                                                                 |
| 200 метров на спине                   | Брэдли Бриджуотер (USA)                                                                                                   | Трипп Швенк (USA) | Эмануэле Мериси (ITA)                                                                                              |
| 100 метров брассом                    | Фредерик Дебургрэйв (BEL)                                                                                                 | Джереми Линн (USA) | Марк Варнеке (GER)                                                                                                 |
| 200 метров брассом                    | Норберт Рожа (HUN) | Карой Гюттлер (HUN) | Андрей Корнеев (RUS)                                                                                               |
| 200 метров комплексным плаванием      | Аттила Цене (HUN) | Яни Сиевинен (FIN) | Кёртис Майден (CAN)                                                                                                |
| 400 метров комплексным плаванием      | Том Долан (USA) | Эрик Неймесник (USA) | Кёртис Майден (CAN)                                                                                                |
| Эстафета 4×100 метров вольным стилем  | США · Джон Олсен · Джош Дэвис · Брэдли Шумахер · Гэри Холл-младший · Дэвид Фокс · Скотт Такер                             | Россия · Роман Егоров · Александр Попов · Владимир Предкин · Владимир Пышненко · Денис Пиманков                                         | Германия · Кристиан Трёгер · Бенгт Зикарский · Бьорн Зикарский · Марк Пингер · Александр Людериц                   |
| Эстафета 4×200 метров вольным стилем  | США · Джош Дэвис · Брэдли Шумахер · Джо Хадепол · Райан Берубе · Джон Олсен                                               | Швеция · Кристер Валлин · Андерс Холмерц · Ларс Фрёландер · Андерс Лирбринг                                                             | Германия · Аймо Хайльман · Кристиан Келлер · Кристиан Трёгер · Штеффен Цеснер · Константин Дубровин · Оливер Лампе |
| Эстафета 4×100 метров комбинированная | США · Джефф Рауз · Джереми Линн · Марк Хендерсон · Гэри Холл-младший · Джош Дэвис · Курт Грот · Джон Харгис · Трипп Швенк | Россия · Владимир Сельков · Станислав Лопухов · Денис Панкратов · Александр Попов · Роман Ивановский · Владислав Куликов · Роман Егоров | Австралия · Стивен Девик · Филип Роджерс · Скотт Миллер · Майкл Клим · Тоби Хаенен                                 |

### Женщины
| Дисциплина                            | Золото | Серебро | Бронза                                                                                             |
| 50 метров вольным стилем              | Эми ван Дайкен (USA) | Лэ Цзинъи (CHN)                                                                                               | Сандра Вёлкер (GER)                                                                                |
| 100 метров вольным стилем             | Лэ Цзинъи (CHN) | Сандра Вёлкер (GER)                                                                                           | Энджел Мартино (USA)                                                                               |
| 200 метров вольным стилем             | Клаудия Полл (CRC) | Франциска ван Альмсик (GER)                                                                                   | Дагмар Хазе (GER)                                                                                  |
| 400 метров вольным стилем             | Мишель Смит (IRL) | Дагмар Хазе (GER)                                                                                             | Кирстен Влигхёйс (NED)                                                                             |
| 800 метров вольным стилем             | Брук Беннетт (USA) | Дагмар Хазе (GER)                                                                                             | Кирстен Влигхёйс (NED)                                                                             |
| 100 метров баттерфляем                | Эми ван Дайкен (USA) | Лю Лиминь (CHN)                                                                                               | Энджел Мартино (USA)                                                                               |
| 200 метров баттерфляем                | Сьюзан О’Нилл (AUS) | Петрия Томас (AUS)                                                                                            | Мишель Смит (IRL)                                                                                  |
| 100 метров на спине                   | Бет Ботсфорд (USA) | Уитни Хеджпет (USA)                                                                                           | Марианна Криель (RSA)                                                                              |
| 200 метров на спине                   | Кристина Эгерсеги (HUN) | Уитни Хеджпет (USA)                                                                                           | Катлин Рунд (GER)                                                                                  |
| 100 метров брассом                    | Пенелопа Хейнс (RSA) | Аманда Бирд (USA)                                                                                             | Саманта Райли (AUS)                                                                                |
| 200 метров брассом                    | Пенелопа Хейнс (RSA) | Аманда Бирд (USA)                                                                                             | Агнеш Ковач (HUN)                                                                                  |
| 200 метров комплексным плаванием      | Мишель Смит (IRL) | Марианна Лимперт (CAN)                                                                                        | Линь Ли (CHN)                                                                                      |
| 400 метров комплексным плаванием      | Мишель Смит (IRL) | Эллисон Вагнер (USA)                                                                                          | Кристина Эгерсеги (HUN)                                                                            |
| Эстафета 4×100 метров вольным стилем  | США · Энджел Мартино · Эми ван Дайкен · Кэтрин Фокс · Дженни Томпсон · Лиза Джейкоб · Мелани Валерио                             | Китай · Лэ Цзинъи · Чао На · Нянь Юнь · Шань Ин                                                               | Германия · Сандра Вёлкер · Симоне Осигус · Антье Бушшульте · Франциска ван Альмсик · Майке Фрайтаг |
| Эстафета 4×200 метров вольным стилем  | США · Трина Джексон · Кристина Тойшер · Шейла Таормина · Дженни Томпсон · Лиза Джейкоб · Аннет Сэлмин · Эшли Уитни               | Германия · Франциска ван Альмсик · Керстин Килгасс · Анке Шольц · Дагмар Хазе · Майке Фрайтаг · Симоне Осигус | Австралия · Джулия Гревилл · Николь Стивенсон · Эмма Джонсон · Сьюзан О’Нилл · Лизи Маки           |
| Эстафета 4×100 метров комбинированная | США · Бет Ботсфорд · Аманда Бирд · Энджел Мартино · Эми ван Дайкен · Кэтрин Фокс · Уитни Хеджпет · Кристин Канс · Дженни Томпсон | Австралия · Николь Стивенсон · Саманта Райли · Сьюзан О’Нилл · Сара Райан · Хелен Денман · Анджела Кеннеди    | Китай · Чэнь Янь · Хань Сюэ · Цай Хуэйцзюэ · Шань Ин                                               |

## Прыжки в воду

### Мужчины
| Дисциплина        | Золото               | Серебро          | Бронза           |
| Трамплин, 3 метра | Сюн Ни (CHN)         | Юй Джочен (CHN)  | Марк Лензи (USA) |
| Вышка, 10 метров  | Дмитрий Саутин (RUS) | Ян Хемпель (GER) | Сяо Хайлян (CHN) |

### Женщины
| Дисциплина        | Золото         | Серебро              | Бронза                 |
| Трамплин, 3 метра | Фу Минся (CHN) | Ирина Лашко (RUS)    | Анни Пеллетье (CAN)    |
| Вышка, 10 метров  | Фу Минся (CHN) | Анника Вальтер (GER) | Мэри Эллен Кларк (USA) |

## Синхронное плавание
| Дисциплина | Золото | Серебро | Бронза |
| Группы     | США · Сюзанна Бьянко · Тэмми Клеланд · Беки Дюрен-Лэнсер · Эмили Лесур · Хизер Пиз · Джилл Сейвери · Натали Шнейдер · Хизер Симмонс · Джилл Саддат · Марго Тьен | Канада · Карен Кларк · Сильви Фречетт · Дженис Бремнер · Карен Фонтейн · Кристин Ларсен · Эрин Вудли · Кари Рид · Лиза Александер · Валери Хоулд-Маршан · Касия Кулеша | Япония · Мия Татибана · Акико Кавасэ · Рэи Дзимбо · Михо Такэда · Раика Фудзии · Михо Кавабэ · Дзюнко Танака · Рихо Накадзима · Маюко Фудзики · Каори Такахаси |

## Современное пятиборье
| Дисциплина | Золото                  | Серебро              | Бронза              |
| Мужчины    | Александр Парыгин (KAZ) | Эдуард Зеновка (RUS) | Янош Мартинек (HUN) |

## Софтбол
| Дисциплина | Золото | Серебро | Бронза |
| Женщины    | США · Лора Берг · Джиллиан Бокс · Шейла Корнелл · Лиза Фернандес · Мишель Грейнджер · Лори Харриган · Донна Харрис · Ким Мар · Лия О’Брайен · Дот Ричардсон · Джули Смит · Мишель Смит · Шелли Стокс · Дани Тайлер · Криста Уильямс | Китай · Ань Чжунсинь · Чэнь Хон · Хе Липин · Лей Ли · Лью Сюйцин · Лью Яцзюй · Ма Ин · Оу Цзинбай · Тао Хуа · Ван Лихон · Ван Ин · Вэй Цян · Ксу Цзянь · Ян Фан · Чжан Чиньфан | Австралия · Джоан Браун · Ким Купер · Каролин Краджингтон · Керри Диенелт · Пета Эдибон · Таня Хардинг · Дженнифер Холидей · Джойс Лестер · Салли Макдермид · Франсин Макрай · Хейлея Петри · Николь Ричардсон · Мелани Рош · Натали Уорд · Брук Уилкинс |

## Стрельба

### Мужчины
| Дисциплина                                            | Золото                 | Серебро                  | Бронза                  |
| Пневматическая винтовка, 10 метров                    | Артём Хаджибеков (RUS) | Вольфрам Вайбель (AUT)   | Жан-Пьер Ама (FRA)      |
| Винтовка лёжа, 50 метров                              | Кристиан Клес (GER)    | Сергей Беляев (KAZ)      | Йозеф Гёнци (SVK)       |
| Винтовка из трёх положений, 50 метров                 | Жан-Пьер Ама (FRA)     | Сергей Беляев (KAZ)      | Вольфрам Вайбель (AUT)  |
| Пневматический пистолет, 10 метров                    | Роберто ди Донна (ITA) | Ван Ифу (CHN)            | Таню Киряков (BUL)      |
| Скорострельный пистолет, 25 метров                    | Ральф Шуман (GER)      | Эмил Милев (BUL)         | Владимир Вохмянин (KAZ) |
| Пистолет, 50 метров                                   | Борис Кокорев (RUS)    | Игорь Басинский (BLR)    | Роберто ди Донна (ITA)  |
| Трап                                                  | Майкл Даймонд (AUS)    | Джош Лакатос (USA)       | Лэнс Бейд (USA)         |
| Дубль-трап                                            | Рассел Марк (AUS)      | Альбано Пера (ITA)       | Чжан Бин (CHN)          |
| Скит                                                  | Эннио Фалько (ITA)     | Мирослав Жепковски (POL) | Андреа Бенелли (ITA)    |
| Пневматическая винтовка, движущаяся мишень, 10 метров | Ян Лин (CHN)           | Сяо Джун (CHN)           | Мирослав Януш (CZE)     |

### Женщины
| Дисциплина                            | Золото                  | Серебро                 | Бронза                  |
| Пневматическая винтовка, 10 метров    | Рената Мауэр (POL)      | Петра Хорнебер (GER)    | Александра Ивошев (YUG) |
| Винтовка из трёх положений, 50 метров | Александра Ивошев (YUG) | Ирина Герасимёнок (RUS) | Рената Мауэр (POL)      |
| Пневматический пистолет, 10 метров    | Ольга Клочнева (RUS)    | Марина Логвиненко (RUS) | Мария Гроздева (BUL)    |
| Пистолет, 25 метров                   | Ли Дуйхун (CHN)         | Диана Йоргова (BUL)     | Марина Логвиненко (RUS) |
| Дубль-трап                            | Кимберли Роуд (USA)     | Сюзанна Кирмайер (GER)  | Десери Хаддлстон (AUS)  |

## Стрельба из лука

### Мужчины
| Дисциплина                | Золото                                       | Серебро                                              | Бронза                                                       |
| Индивидуальное первенство | Джастин Хаиш (USA)                           | Магнус Петерссон (SWE)                               | О Гё Мун (KOR)                                               |
| Командное первенство      | США · Джастин Хаиш · Батч Джонсон · Род Уайт | Республика Корея · Чан Ён Хо · Ким Бо Рам · О Гё Мун | Италия · Маттео Бизиани · Микеле Франджилли · Андреа Паренти |

### Женщины
| Дисциплина                | Золото                                                 | Серебро                                                         | Бронза                                                        |
| Индивидуальное первенство | Ким Гён Ук (KOR)                                       | Хэ Ин (CHN)                                                     | Елена Садовничая (UKR)                                        |
| Командное первенство      | Республика Корея · Ким Джо Сун · Ким Гён Ук · Юн Хе Ён | Германия · Барбара Менсинг · Корнелия Пфол · Сандра Вагнер-Сакс | Польша · Ивона Марцинкевич · Катажина Клата · Йоанна Новицкая |

## Теннис

### Мужчины
| Дисциплина       | Золото                                   | Серебро                                 | Бронза                                          |
| Одиночный разряд | Андре Агасси (USA)                       | Серхи Бругера (ESP)                     | Леандер Паес (IND)                              |
| Парный разряд    | Австралия · Тодд Вудбридж · Марк Вудфорд | Великобритания · Нил Броуд · Тим Хенмен | Германия · Марк-Кевин Гёлльнер · Давид Приносил |

### Женщины
| Дисциплина       | Золото                                      | Серебро                             | Бронза                                             |
| Одиночный разряд | Линдсей Дэвенпорт (USA)                     | Аранча Санчес Викарио (ESP)         | Яна Новотна (CZE)                                  |
| Парный разряд    | США · Джиджи Фернандес · Мэри-Джо Фернандес | Чехия · Яна Новотна · Хелена Сукова | Испания · Аранча Санчес Викарио · Кончита Мартинес |

## Тяжёлая атлетика
| Дисциплина   | Золото                    | Серебро                 | Бронза                |
| До 54 кг     | Халиль Мутлу (TUR)        | Чжан Сянсэнь (CHN)      | Севдалин Минчев (BUL) |
| До 59 кг     | Тан Линшэн (CHN)          | Леонидас Сабанис (GRE)  | Николай Пешалов (BUL) |
| До 64 кг     | Наим Сулейманоглу (TUR)   | Валериос Леонидис (GRE) | Сяо Цзяньган (CHN)    |
| До 70 кг     | Чжань Сюган (CHN)         | Ким Мён Нам (PRK)       | Аттила Фери (HUN)     |
| До 76 кг     | Пабло Лара (CUB)          | Йото Йотов (BUL)        | Чон Чхоль Хо (PRK)    |
| До 83 кг     | Пиррос Димас (GRE)        | Марк Хустер (GER)       | Анджей Кофалик (POL)  |
| До 91 кг     | Алексей Петров (RUS)      | Леонидас Кокас (GRE)    | Оливер Карузо (GER)   |
| До 99 кг     | Акакиос Какиашвилис (GRE) | Анатолий Храпатый (KAZ) | Денис Готфрид (UKR)   |
| До 108 кг    | Тимур Таймазов (UKR)      | Сергей Сырцов (RUS)     | Николае Влад (ROM)    |
| Свыше 108 кг | Андрей Чемеркин (RUS)     | Ронни Веллер (GER)      | Стефан Ботев (AUS)    |

## Фехтование

### Мужчины
| Дисциплина       | Золото                                                            | Серебро                                                                          | Бронза                                                       |
| Шпага            | Александр Бекетов (RUS)                                           | Иван Тревехо (CUB)                                                               | Геза Имре (HUN)                                              |
| Командная шпага  | Италия · Сандро Куомо · Анджело Маццони · Маурицио Рандаццо       | Россия · Александр Бекетов · Павел Колобков · Валерий Захаревич                  | Франция · Жан-Мишель Анри · Робер Леру · Эрик Среки          |
| Рапира           | Алессандро Пуччини (ITA)                                          | Лионель Плюменай (FRA)                                                           | Франк Буаден (FRA)                                           |
| Командная рапира | Россия · Дмитрий Шевченко · Ильгар Мамедов · Владислав Павлович   | Польша · Пётр Келпиковский · Адам Кшесиньский · Ришард Собчак · Ярослав Родзевич | Куба · Элвис Грегори · Роландо Тукер · Оскар Гарсия Перес    |
| Сабля            | Станислав Поздняков (RUS)                                         | Сергей Шариков (RUS)                                                             | Дамьен Туйя (FRA)                                            |
| Командная сабля  | Россия · Станислав Поздняков · Сергей Шариков · Григорий Кириенко | Венгрия · Чаба Кёвеш · Йожеф Наваррете · Бенце Сабо                              | Италия · Раффаэлло Казерта · Луиджи Тарантино · Тони Теренци |

### Женщины
| Дисциплина       | Золото                                                                        | Серебро                                               | Бронза                                                         |
| Шпага            | Лора Флессель (FRA)                                                           | Валери Барлуа (FRA)                                   | Дьёндьи Салаи (HUN)                                            |
| Командная шпага  | Франция · Лора Флессель · Валери Барлуа · Софи Морессе-Пишо                   | Италия · Лаура Кьеза · Элиза Уга · Маргерита Дзалаффи | Россия · Мария Мазина · Карина Азнавурян · Юлия Гараева        |
| Рапира           | Лаура Бадя (ROM)                                                              | Валентина Веццали (ITA)                               | Джованна Триллини (ITA)                                        |
| Командная рапира | Италия · Валентина Веццали · Джованна Триллини · Франческа Бортолоцци-Борелла | Румыния · Лаура Бадя · Река Сабо · Роксана Скарлат    | Германия · Аня Фихтель-Мориц · Сабине Бау · Моника Вебер-Косто |

## Футбол
| Дисциплина | Золото | Серебро | Бронза |
| Мужчины    | НигерияДэниел Амокачи · Эммануэль Амунеке · Тиджани Бабангида · Селестин Бабаяро · Эммануэл Бабаяро · Теслим Фатуси · Виктор Икпеба · Джозеф Досу · Нванко Кану · Гарба Лаваль · Абиодун Обафеми · Кингсли Обиекву · Уче Окечукву · Джей-Джей Окоча · Сандей Олисе · Моби Опараку · Уилсон Орума · Тарибо Уэст | АргентинаМатиас Альмейда · Роберто Айяла · Кристиан Басседас · карлос Боссио · Пабло Кавальеро · Хосе Чамот · Эрнан Креспо · Марсело Дельгадо · Марсело Гальярдо · Клаудио Лопес · Густаво Лопес · Уго Моралес · Ариэль Ортега · Пабло Пас · Маурисио Пинеда · Роберто Нестор Сенсини · Диего Симеоне · Хавьер Санетти | БразилияДида · Зе Мария · Алдаир · Роналдо Гуйаро · Флавио Консейсан · Роберто Карлос · Бебето · Амарал · Роналдо · Ривалдо · Савио · Данрлей · Нарсисо дос Сантос · Андре Луис · Зе Элиас · Марселиньо Паулиста · Луизао · Жуниньо Паулиста                                                                                                |
| Женщины    | СШАМишель Экерс · Брэнди Честейн · Джой Фосетт · Джули Фауди · Карин Дженнингс-Габарра · Миа Хэмм · Мэри Харви · Кристин Лилли · Шеннон Макмиллан · Тиффени Милбретт · Карла Овербек · Синди Парлоу · Тиффани Робертс · Бриана Скарри · Тиша Вентурини · Стейси Уилсон                                         | КитайЧэнь Юйфэн · Фань Юйньцзе · Гао Хон · Лю Айлин · Лю Ин · Ши Гихон · Шуй Цинся · Сунь Цинмэй · Сунь Вэнь · Ван Липин · Вэй Хойин · Вень Лирон · Се Хуйлинь · Юй Хунцы · Чжао Лихон · Чжун Хунлянь | НорвегияАнн Кристин Орёнес · Агнете Карлсен · Гро Эспесет · Тоне Гунн Фрустёль · Тоне Хауген · Линда Медален · Мерете Миклебуст · Бенте Нордбю · Анна Нимарк Андерсен · Нина Нимарк Андерсен · Марианне Петтерсен · Хеге Риисе · Брит Сандаун · Рейдун Сет · Хайди Стёре · Тина Свенссон · Трине Тангераас · Кьерсти Тун · Ингрид Стернхофф |

## Хоккей на траве
| Дисциплина | Золото | Серебро | Бронза |
| Мужчины    | Нидерланды Жак Брикман · Флорис Ян Бовеландер · Мориц Крук · Марк Делиссен · Ярун Дельми · Тако ван ден Хонерт · Эрик Язет · Роналд Янсен · Лео Кляйн Геббинк · Брам Ломанс · Тён де Нойер · Ваутер ван Пелт · Стефан Вэн · Гюс Вогелс · Тихо ван Мэр · Ремко ван Вейк | ИспанияЖауме Амат · Поль Амат · Хавьер Арнау · Жорди Арнау · Оскар Баррена · Игнасио Кобос · Хуан Динарес · Хуан Эскарре · Ксавье Эскуде · Хуантксо Гарсия-Мауриньо · Антонио Гонсалес · Рамон Юфреса · Хоаким Малгоса · Виктор Пужол · Рамон Сала · Пабло Усос | АвстралияМарк Хагер · Стивен Дэвис · Бадден Чопи · Лаклан Элмер · Стьюарт Каррутерс · Грант Смит · Дэймон Дилетти · Лаклан Дреер · Брендан Гарард · Пол Годуэн · Пол Льюис · Мэттью Смит · Джей Стейси · Дэниэл Спроул · Кен Варк · Майкл Йорк                                                          |
| Женщины    | АвстралияМишель Эндрюс · Элисон Эннан · Луиза Добсон · Ренита Фарелл · Джульетта Хэслем · Речел Хоукс · Кловер Мейтланд · Карен Марсден · Дженни Моррис · Нова Перис · Джеки Перейра · Катрина Пауэлл · Лиза Пауэлл · Данни Роше · Кейт Старр · Лиан Тут               | Республика КореяЮ Чже Сук · Лим Чжон Сук · О Сын Шин · Ву Хён Чжун · Ли Ын Ён · Ли Ын Кьюн · Ли Чжи Ён · Ким Мен Ок · Квон Чанг Сук · Квон Су Хен · Чой Ми Сун · Чон Ён Сан · Чжин Дёк Сан · Чан Юн Чжун · Чо Юн Чжун · Чхве Ын Гён                             | НидерландыСюзанне Плесман · Диллиан ван ден Бугард · Флорентине Стинберг · Виллемейн Дуйстер · Мейнтье Доннерс · Флёр Ван де Кифт · Николь Кулен · Жанетт Левин · Вицке де Рёйтер · Эллен Кейперс · Маргье Теувен · Кароль Тейт · Жаклин Токсопеус · Стелла де Хей · Нур Холсбоер · Сюзан Ван дер Вилен |

## Лидеры по медалям
Лидером по общему числу завоёванных наград с шестью медалями стал российский гимнаст Алексей Немов. Он стал чемпионом игр в командном многоборье и опорном прыжке, стал вторым в личном многоборье, а в упражнениях на коне, перекладине и вольных упражнениях стал третьим. Четырёхкратным чемпионом игр стала американская пловчиха Эми ван Дайкен (50 м вольным стилем, 100 м баттерфляем, эстафетах 4×100 метров вольным стилем и комбинированная эстафета 4×100 метров).
Ниже в таблице представлены спортсмены, завоевавшие не менее трёх наград. По умолчанию таблица отсортирована по убыванию количества золотых медалей. Для сортировки по другому признаку необходимо нажать рядом с названием столбца. Наибольшее число наград каждого достоинства выделено жирным шрифтом.

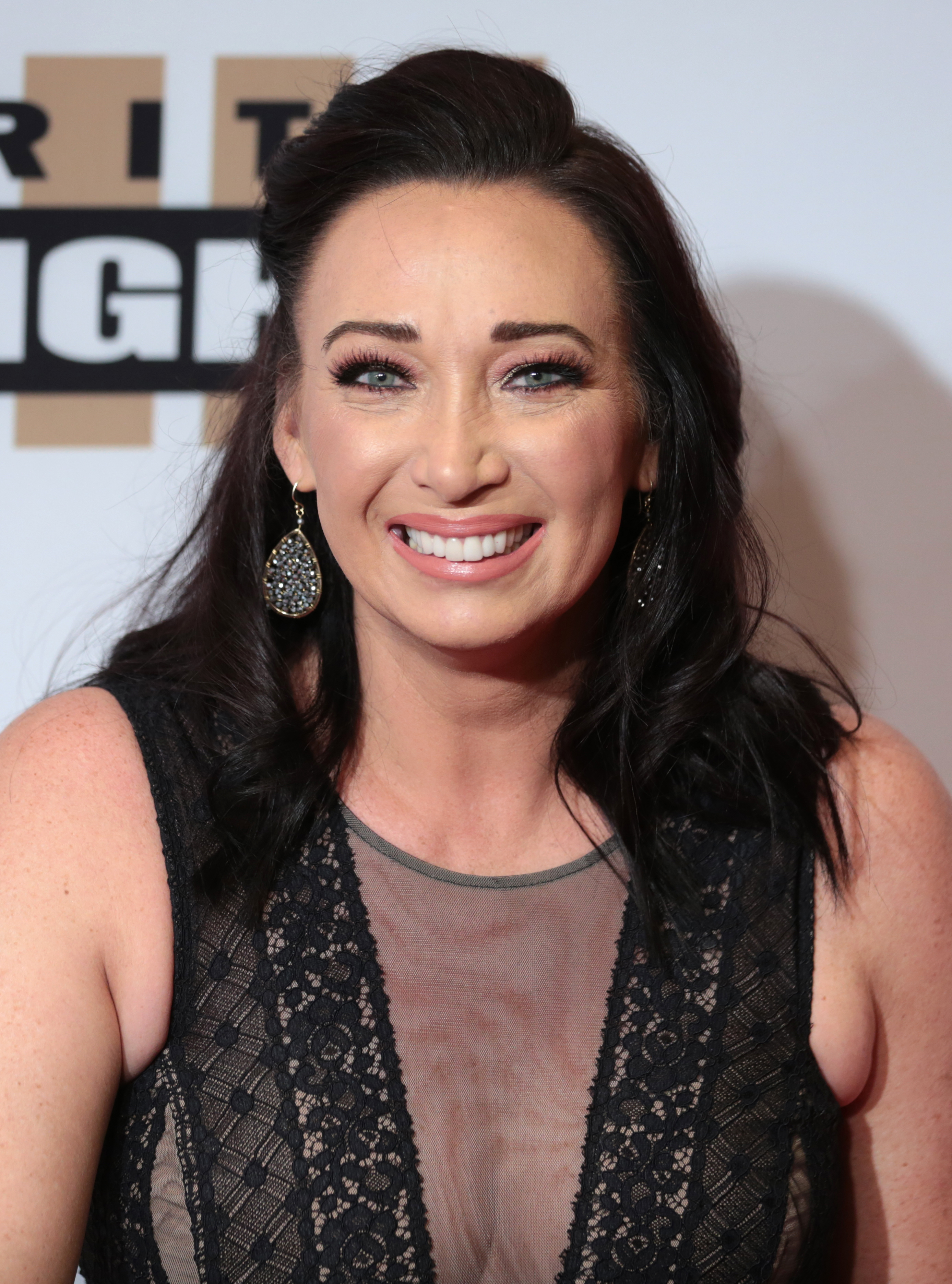
Американская пловчиха Эми ван Дайкен выиграла на играх 4 золотые медали

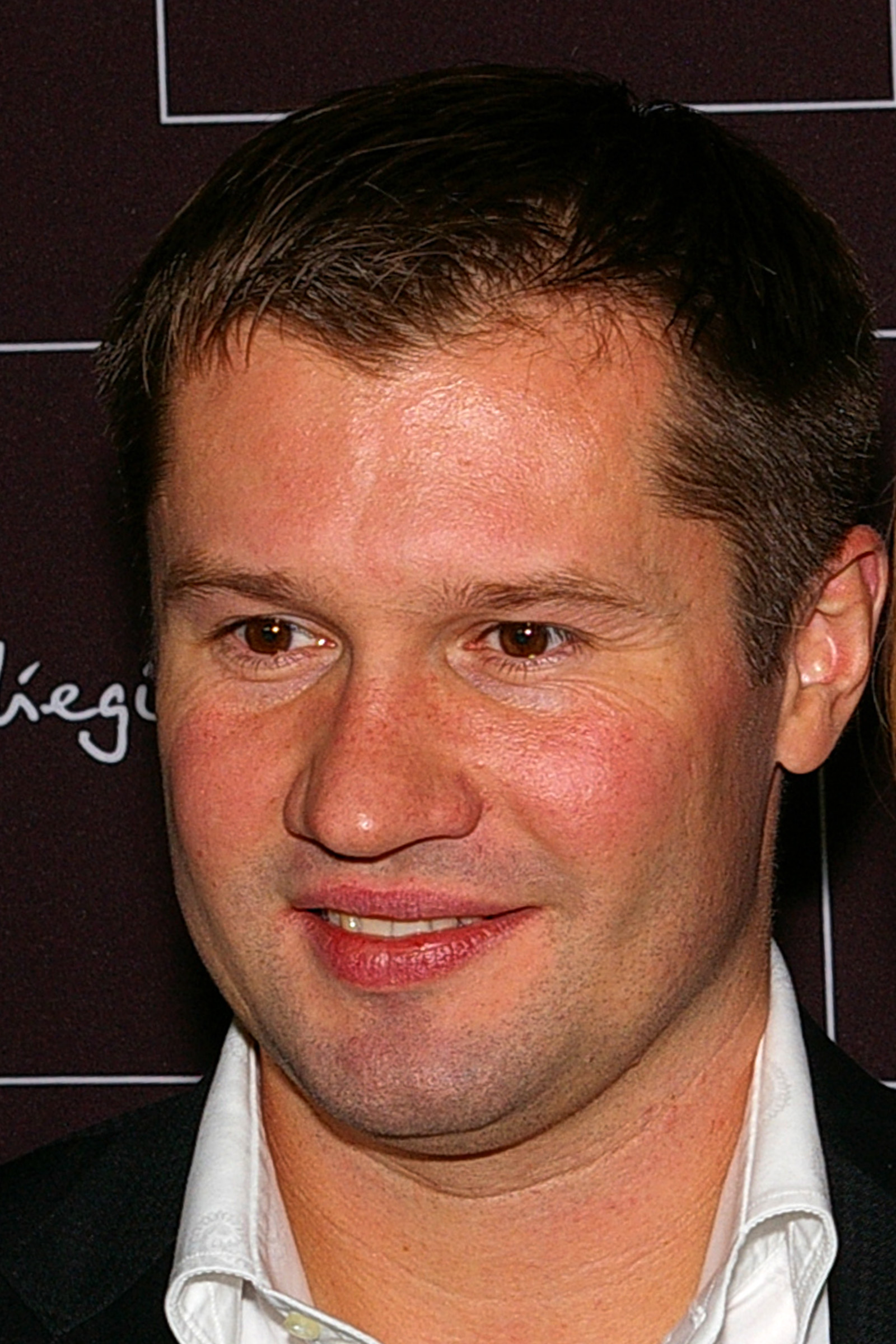
Российский гимнаст Алексей Немов стал лидером по общему числу медалей — 6 штук, среди которых 2 золотые

| Спортсмен             | Страна    | Дисциплина            | Золото | Серебро | Бронза | Всего |
| --------------------- | --------- | --------------------- | ------ | ------- | ------ | ----- |
| Эми Ван Дайкен        | США       | Плавание              | 4      | 0       | 0      | 4     |
| Мишель Смит           | Ирландия  | Плавание              | 3      | 0       | 1      | 4     |
| Дженни Томпсон        | США       | Плавание              | 3      | 0       | 0      | 3     |
| Джош Дэвис            | США       | Плавание              | 3      | 0       | 0      | 3     |
| Алексей Немов         | Россия    | Спортивная гимнастика | 2      | 1       | 3      | 6     |
| Александр Попов       | Россия    | Плавание              | 2      | 2       | 0      | 4     |
| Гэри Холл-младший     | США       | Плавание              | 2      | 2       | 0      | 4     |
| Энджел Мартино        | США       | Плавание              | 2      | 0       | 2      | 4     |
| Лилия Подкопаева      | Украина   | Спортивная гимнастика | 2      | 1       | 0      | 3     |
| Денис Панкратов       | Россия    | Плавание              | 2      | 1       | 0      | 3     |
| Симона Аманар         | Румыния   | Спортивная гимнастика | 1      | 1       | 2      | 4     |
| Лэ Цзинъи             | Китай     | Плавание              | 1      | 2       | 0      | 3     |
| Ли Сяошуан            | Китай     | Спортивная гимнастика | 1      | 2       | 0      | 3     |
| Аманда Бирд           | США       | Плавание              | 1      | 2       | 0      | 3     |
| Уитни Хеджпет         | США       | Плавание              | 1      | 2       | 0      | 3     |
| Сьюзан О’Нилл         | Австралия | Плавание              | 1      | 2       | 0      | 3     |
| Франциска ван Альмсик | Германия  | Плавание              | 1      | 0       | 2      | 3     |
| Дагмар Хазе           | Германия  | Плавание              | 0      | 3       | 1      | 4     |
| Мерлин Отти           | Ямайка    | Лёгкая атлетика       | 0      | 2       | 1      | 3     |
| Джина Годжан          | Румыния   | Спортивная гимнастика | 0      | 1       | 3      | 4     |
| Даниел Ковальски      | Австралия | Плавание              | 0      | 1       | 2      | 3     |
| Сандра Вёлкер         | Германия  | Плавание              | 0      | 1       | 2      | 3     |
| Виталий Щербо         | Беларусь  | Спортивная гимнастика | 0      | 0       | 4      | 4     |

### Комментарии
1. 1 2  28 июля 1996 года представитель МОК сообщил, что тесты ряда спортсменов, в том числе российского пловца Андрея Корнеева и борца Зафара Гулиева дали положительный результат на наличие в организме бромантана. Спортсмены были дисквалифицированы. Росская делегация подала апелляцию в спортивный арбитражный суд и выиграла дело. Дисквалификация атлетов была упразднена судейской коллегией, однако, вскоре бромантан был внесён в список запрещенных препаратов[34].